# Рюбампре, Жан де
Жан де Рюбампре (фр. Jean de Rubempré); ранее 1430 — 5 января 1477, под Нанси), сеньор де Бьевр и Аркен — бургундский военачальник и государственный деятель.

## Биография
Младший сын Антуана де Рюбампре, первого советника, камергера и личного эконома герцога Филиппа Доброго, и Жаклин де Крой.
Начал военную службу при Филиппе Добром. В 1453 году, во время подавления Гентского восстания, противники бургундского режима в Люксембурге подняли восстание в Тионвиле, изгнав оттуда всех бургундцев. Жан де Рюбампре с братом Шарлем, пятьюстами лучниками и 60 копьями был послан в герцогство и сумел быстро подавить выступление.
После этого он принял участие в борьбе с гентцами, получив в этой кампании задание сжечь большую деревню Морбеке в области Васа.
В 1463 году Филипп Добрый назначил Жана губернатором, капитаном и великим бальи Эно и Валансьена. 20 октября 1465 Рюбампре отличился в сражении с восставшими льежцами при Монтенакене. Показал себя в этой битве, по словам Жоржа Шателена, как благородный и доблестный рыцарь.
29 марта 1471 назначен шателеном Эдена; сохранял этот пост до своей смерти. На службе Карла Смелого командовал ордонансовым отрядом из ста копий, который ранее возглавлял итальянский кондотьер Джакомо Галеотто.
1 мая 1473 на капитуле в Валансьене Карл Смелый принял его в рыцари ордена Золотого руна.
Сеньора де Бьевра направляли в различные посольства, в том числе к императору и папе. В сентябре 1473 он был отправлен в Испанию, чтобы передать Фердинанду II Арагонскому цепь ордена Золотого руна. Добравшись через Англию, Бретань и Португалию до Кастилии, он 25 мая 1474 исполнил поручение.
Дух умеренности и дипломатические способности Рюбампре использовал и для того, чтобы примирить своего разгневанного господина со своими родственниками из семейства де Крой.
Один из главных военачальников Карла Смелого, Жан де Рюбампре командовал войсками при осаде Нойса и вторжении в Лотарингию. После завоевания герцогства Карл Смелый назначил Рюбампре его губернатором. Тот старался при помощи мягкого правления примирить население с новым режимом.
После разгрома бургундцев в битве при Муртене герцог Лотарингский осадил Рюбампре в Нанси. У губернатора был бургундский гарнизон и три сотни англичан под предводительством некоего Кольпена из Гина. Осажденные храбро оборонялись, пока англичане не лишились своего предводителя, убитого пушечным ядром, и не начали возмущение.
По словам Филиппа де Коммина:

Лишь только Кольпен погиб, англичане, бывшие под его началом, стали роптать и, не зная о том, сколь невелики силы герцога Лотарингского и сколь большими людскими ресурсами располагает герцог Бургундский, отчаялись в своих надеждах на помощь. Ведь англичане, долгое время не воевавшие за пределами своего королевства, почти не разбирались в осадном деле. Они изъявили желание вступить в переговоры и сказали сеньору де Бьевру, главе города, что если он не приступит к переговорам, то они сделают это без него. И хотя он был добрым рыцарем, ему не хватало твердости; он их умолял и увещевал всеми силами, но если, как мне кажется, он поговорил бы с ними покруче, то ему вняли бы лучше, разве что только господь бог помешал бы ему; ведь им нужно было продержаться всего лишь три дня, чтобы дождаться помощи. Короче говоря, англичане пожелали, и город был сдан герцогу Лотарингскому с сохранением жизни и имущества осажденных.— Филипп де Коммин. Мемуары, с. 175—176
Поскольку от Карла Смелого, не торопившегося на помощь осажденным, не было известий, Рюбампре 7 октября 1476 сдал крепость на условиях сохранения жизни и имущества гарнизона. Армия герцога Бургундского, по словам Коммина, подошла к городу через три дня.
Сеньор де Бьевр был среди бургундских капитанов, пытавшихся отговорить Карла Смелого от сражения, которое предложил Рене Лотарингский под стенами Нанси. В самой битве при Нанси он сражался и погиб. Его тело было помещено на парадном ложе слева от трупа герцога Бургундского и 12 января погребено рядом с ним в церкви Сен-Жорж в Нанси. По утверждению старинных авторов, горожане и герцог Лотарингский, состоявший с Рюбампре в родстве, сожалели о его гибели.

## Семья
1-я жена: Николь де Бузи, дама д’Обиньи, Эстре, Мальмезон, Боверже, Бюсси, дочь и наследница Жана де Бузи, сеньора названных мест, и Николь де Ам де Бондю
Дети:
- Шарль I де Рюбампре, сеньор де Бьевр, Аркен, Обиньи, бургундский военачальник, камергер Максимилиана Габсбурга. Жена: Мария, виконтесса Монтенакена, дама де Рев, Бургель, и прочее, дочь Филиппа, виконта Монтенакена, и Анны де Тразеньи
- Антуан де Рюбампре
- Жаклин де Рюбампре, дама д’Эстре. Муж: Клод д’Онни, сеньор де Борепер
- Мария де Рюбампре
- Катрин де Рюбампре

2-я жена: Катрин де Берньёль, дама де Берньёль, дочь Жана, сеньора де Берньёль, и Иды д’Абвиль
Дети:
- Адриен де Рюбампре. Жена: Клодин де Крой
- Франсуаза де Рюбампре (ум. 05.1503), дама де Берньёль. Муж (1.09.1478): Жан VI де Креки, сеньор де Креки, Канапль, Фрессен, и прочее